# Krétai tüskésegér
A krétai tüskésegér (Acomys minous) az emlősök (Mammalia) osztályának a rágcsálók (Rodentia) rendjébe, ezen belül az egérfélék (Muridae) családjába tartozó faj.

## Előfordulása
Az állat Kréta szigetén és más kisebb környékbeli szigeteken található meg.

## Megjelenése és életmódja
A krétai tüskésegér megjelenésében és életmódjában nagyon hasonlít az egyiptomi tüskésegérhez.

## Szaporodása
A szaporodása is hasonlít az egyiptomi tüskésegérére, azonban a kölykök szeme az első két napon még zárva van. Már háromnapos korukban szabályozzák saját testhőmérsékletüket, míg más egérfajok kölykeinek még jó ideig az anyai test melegére van szüksége. Ha úgy adódik, akár 6 napig is életben maradnak anyjuk nélkül, egyébként három hétig szopnak. Kitűnően alkalmazkodtak tehát a száraz területek adottságaihoz.